# پژو ۸۰۶

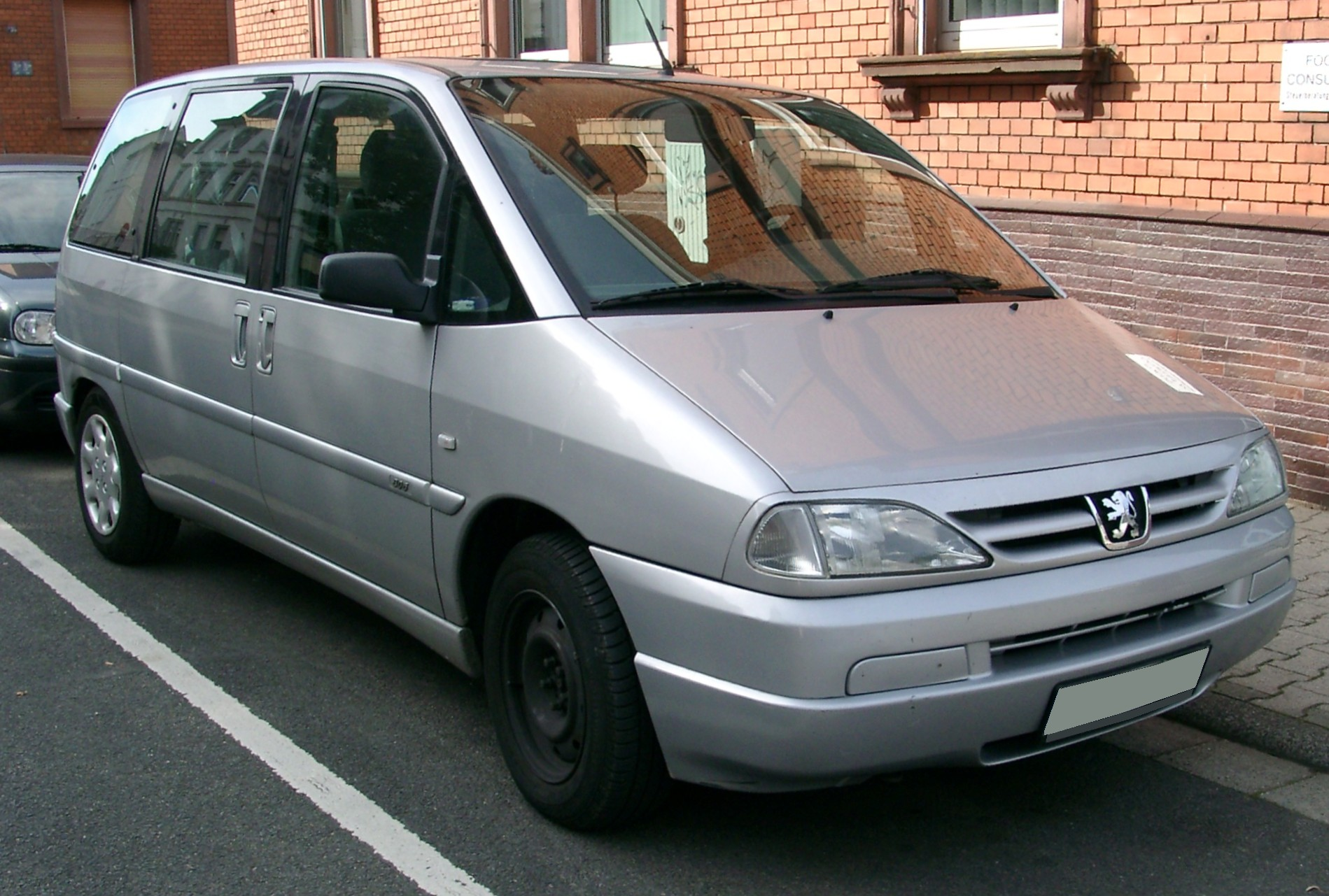
Peugeot 806

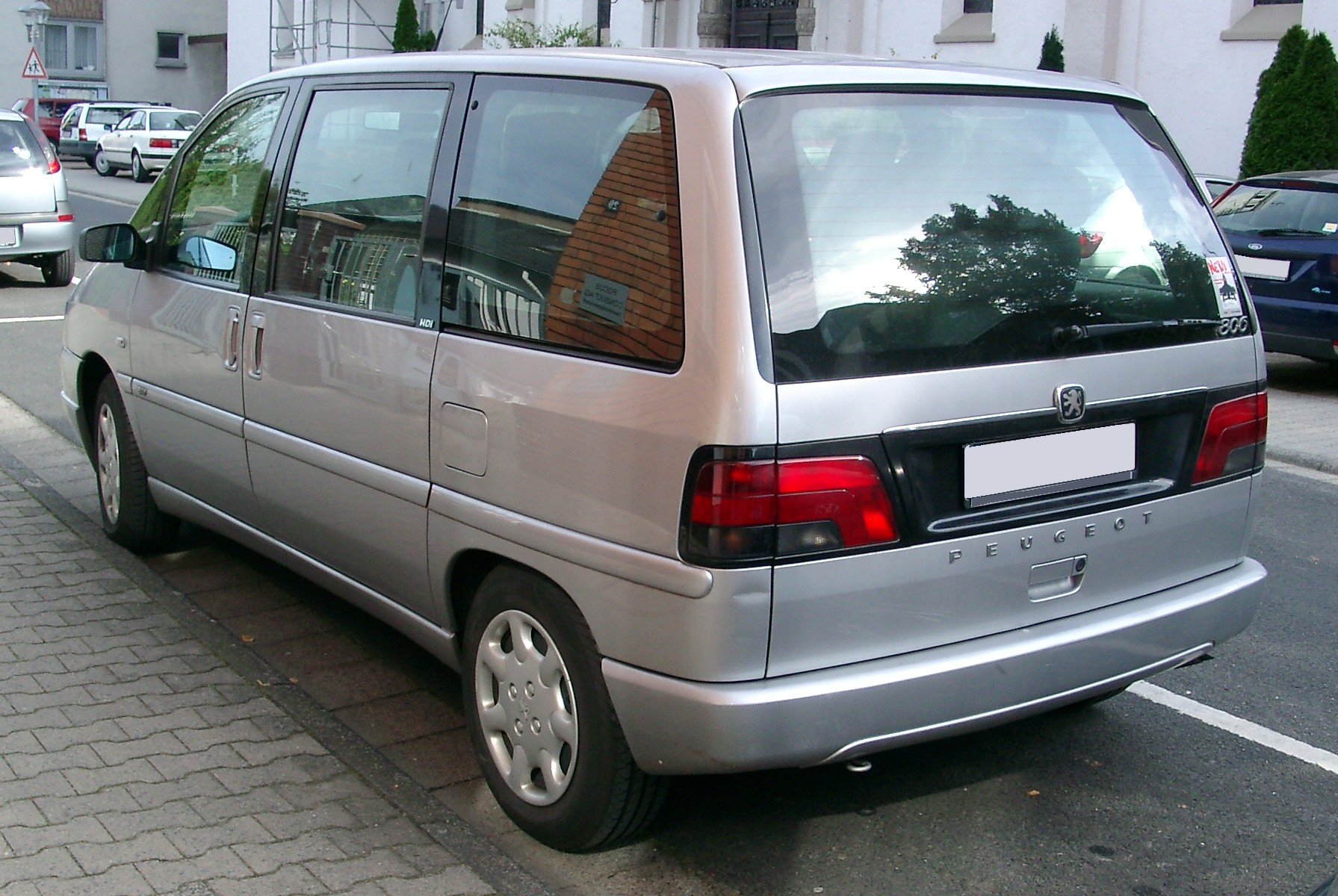
Peugeot 806

پژو ۸۰۶ یک خودرو ساخته شده توسط شرکت فرانسوی پژو است که از سال ۱۹۹۴ تا ۲۰۰۲ تولید می‌شد و بر روی پلت فرمی مشابه با خودروهای سیتروئن Evasion و فیات Ulysse و لانچیا زتا بنا نهاده شده بوده.